# Puxian Wannu
Puxian Wannu – dżurdżeński możnowładca, który w okresie mongolskiej inwazji na państwo Jin ustanowił krótkotrwałe państwo w północnej Mandżurii.

## Życiorys
W 1211 Mongołowie pod wodzą Czyngis Chana uderzyli na państwo Jin. W centralnej Mandżurii w 1213 sprzymierzył się z nimi kitański arystokrata Yelü Liuge, który w 1213 ustanowił podporządkowane Mongołom państewko Liao (pochodził on z cesarskiej rodziny wcześniejszej dynastii Liao). Jin w 1214 wysłali przeciwko niemu oddziały pod wodzą Wannu z rodu Puxian. Ekspedycja nie powiodła się, a Wannu uznał, że wobec bliskiego końca państwa Jin, zadba o własne interesy. Wycofał się więc do wschodniej Mandżurii, gdzie na pograniczu z Koreą założył w 1215 państwo Dazhen i koronował się jego królem.
Puxian Wannu odbył audiencję u Czyngis-chana i pozostawił na jego dworze zakładników. Gdy w 1218 Yelü Liuge zbuntował się przeciw Mongołom, Wannu uderzył na Kitanów od wschodu. Później jednak nie podporządkował się dostatecznie Mongołom, czym sprowokował ich atak.
Państwo to przetrwało do 1233, kiedy zostało zniszczone przez Mongołów w czasie inwazji na Koryŏ.
„Puxian Wannu” to współczesne odczytanie chińskiej transliteracji dżurdżeńskiego imienia; władca ten pojawia się w różnych wydaniach Tajnej historii Mongołów jako Wuqanu, Fuqanu czy Fuchano.